# Lega Basket Serie A
Lega Basket Serie A is het hoogste niveau clubcompetitie in het Italiaans professionele basketbal, waar gespeeld wordt om het nationale kampioenschap van Italië. Het wordt georganiseerd door Lega Basket. Het seizoen bestaat uit een thuis-en-uit schema van 30 wedstrijden, gevolgd door een playoffronde met acht teams. De kwartfinales en halve finales verlopen volgens het best-of-five-principe en de finale is een best-of-seven. De twee laatste clubs degraderen naar de Lega Basket Serie B. De twee beste teams uit de Serie B promoveren naar de Serie A.

## Winnaars Lega Basket Serie A
| Jaar | Winnaar                                                                     | Runner-up                                                                   | Uitslag                                                                     |                                                                             |
| ---- | --------------------------------------------------------------------------- | --------------------------------------------------------------------------- | --------------------------------------------------------------------------- | --------------------------------------------------------------------------- |
| 1920 | SEF Constanza Milano                                                        |                                                                             |                                                                             |                                                                             |
| 1921 | ASSI Milano                                                                 |                                                                             |                                                                             |                                                                             |
| 1922 | ASSI Milano                                                                 | SEF Costanza Milano                                                         |                                                                             |                                                                             |
| 1923 | Internazionale Milano                                                       | Ginnastica Comense                                                          |                                                                             |                                                                             |
| 1924 | ASSI Milano                                                                 | Cairoli Novara                                                              |                                                                             |                                                                             |
| 1925 | ASSI Milano                                                                 | Pro Roma                                                                    |                                                                             |                                                                             |
| 1926 | ASSI Milano                                                                 | YMCA Torino                                                                 |                                                                             |                                                                             |
| 1927 | ASSI Milano                                                                 | YMCA Torino                                                                 |                                                                             |                                                                             |
| 1928 | Ginnastica Roma                                                             | SEF Costanza Milano                                                         |                                                                             |                                                                             |
| 1929 | niet gehouden                                                               | niet gehouden                                                               | niet gehouden                                                               | niet gehouden                                                               |
| 1930 | Ginnastica Triestina                                                        | Ginnestica Roma                                                             |                                                                             |                                                                             |
| 1931 | Ginnastica Roma                                                             | Ginnastica Triestina                                                        |                                                                             |                                                                             |
| 1932 | Ginnastica Triestina                                                        | AP Napoli                                                                   |                                                                             |                                                                             |
| 1933 | Ginnastica Roma                                                             | Osa Milano                                                                  |                                                                             |                                                                             |
| 1934 | Ginnastica Triestina                                                        | Olimpia Milano                                                              |                                                                             |                                                                             |
| 1935 | Ginnastica Roma                                                             | Ginnastica Triestina                                                        |                                                                             |                                                                             |
| 1936 | Olimpia Milano                                                              | Virtus Bologna                                                              |                                                                             |                                                                             |
| 1937 | Olimpia Milano                                                              | La Filotecnica Milano                                                       |                                                                             |                                                                             |
| 1938 | Olimpia Milano                                                              | Virtus Bologna                                                              |                                                                             |                                                                             |
| 1939 | Olimpia Milano                                                              | Ginnastica Triestina                                                        |                                                                             |                                                                             |
| 1940 | Ginnastica Triestina                                                        | Virtus Bologna                                                              |                                                                             |                                                                             |
| 1941 | Ginnastica Triestina                                                        | Olimpia Milano                                                              |                                                                             |                                                                             |
| 1942 | Reyer Venezia                                                               | Mussolini Roma                                                              |                                                                             |                                                                             |
| 1943 | Reyer Venezia                                                               | Virtus Bologna                                                              |                                                                             |                                                                             |
| 1944 | titel van Reyer Venezia niet goedgekeurd                                    | titel van Reyer Venezia niet goedgekeurd                                    | titel van Reyer Venezia niet goedgekeurd                                    | titel van Reyer Venezia niet goedgekeurd                                    |
| 1945 | niet gehouden                                                               | niet gehouden                                                               | niet gehouden                                                               | niet gehouden                                                               |
| 1946 | Virtus Bologna                                                              | Reyer Venezia                                                               |                                                                             |                                                                             |
| 1947 | Virtus Bologna                                                              | Ginnastica Triestina                                                        |                                                                             |                                                                             |
| 1948 | Virtus Bologna                                                              | Ginnastica Roma                                                             |                                                                             |                                                                             |
| 1949 | Virtus Bologna                                                              | Pallacanestro Varese                                                        |                                                                             |                                                                             |
| 1950 | Borletti Milano                                                             | Virtus Bologna                                                              |                                                                             |                                                                             |
| 1951 | Borletti Milano                                                             | Ginnastica Roma                                                             |                                                                             |                                                                             |
| 1952 | Borletti Milano                                                             | Virtus Bologna                                                              |                                                                             |                                                                             |
| 1953 | Borletti Milano                                                             | Virtus Bologna                                                              |                                                                             |                                                                             |
| 1954 | Borletti Milano                                                             | Gira Bologna                                                                |                                                                             |                                                                             |
| 1955 | Minganti Bologna                                                            | Ginnastica Triestina                                                        |                                                                             |                                                                             |
| 1956 | Minganti Bologna                                                            | Borletti Milano                                                             |                                                                             |                                                                             |
| 1957 | Simmenthal Milano                                                           | Minganti Bologna                                                            |                                                                             |                                                                             |
| 1958 | Simmenthal Milano                                                           | Minganti Bologna                                                            |                                                                             |                                                                             |
| 1959 | Simmenthal Milano                                                           | Oransoda Bologna                                                            |                                                                             |                                                                             |
| 1960 | Simmenthal Milano                                                           | Oransoda Bologna                                                            |                                                                             |                                                                             |
| 1961 | Ignis Varese                                                                | Idrolitina Bologna                                                          |                                                                             |                                                                             |
| 1962 | Simmenthal Milano                                                           | Ignis Varese                                                                |                                                                             |                                                                             |
| 1963 | Simmenthal Milano                                                           | Ignis Varese                                                                |                                                                             |                                                                             |
| 1964 | Ignis Varese                                                                | Simmenthal Milano                                                           |                                                                             |                                                                             |
| 1965 | Simmenthal Milano                                                           | Ignis Varese                                                                |                                                                             |                                                                             |
| 1966 | Simmenthal Milano                                                           | Ignis Varese                                                                |                                                                             |                                                                             |
| 1967 | Simmenthal Milano                                                           | Ignis Varese                                                                |                                                                             |                                                                             |
| 1968 | Oransoda Cantù                                                              | Ignis Sud Napoli                                                            |                                                                             |                                                                             |
| 1969 | Ignis Varese                                                                | Simmenthal Milano                                                           |                                                                             |                                                                             |
| 1970 | Ignis Varese                                                                | Simmenthal Milano                                                           |                                                                             |                                                                             |
| 1971 | Ignis Varese                                                                | Simmenthal Milano                                                           |                                                                             |                                                                             |
| 1972 | Simenthal Milano                                                            | Ignis Varese                                                                |                                                                             |                                                                             |
| 1973 | Ignis Varese                                                                | Simmenthal Milano                                                           |                                                                             |                                                                             |
| 1974 | Ignis Varese                                                                | Innocenti Milano                                                            |                                                                             |                                                                             |
| 1975 | Forst Cantù                                                                 | Ignis Varese                                                                |                                                                             |                                                                             |
| 1976 | Sinudyne Bologna                                                            | Mobilgirgi Varese                                                           |                                                                             |                                                                             |
| 1977 | Mobilgirgi Varese                                                           | Sinudyne Bologna                                                            | 2-0                                                                         |                                                                             |
| 1978 | Mobilgirgi Varese                                                           | Sinudyne Bologna                                                            | 2-1                                                                         |                                                                             |
| 1979 | Sinudyne Bologna                                                            | Billy Milano                                                                | 2-0                                                                         |                                                                             |
| 1980 | Sinudyne Bologna                                                            | Gabetti Cantù                                                               | 2-0                                                                         |                                                                             |
| 1981 | Squibb Cantù                                                                | Sinudyne Bologna                                                            | 2-1                                                                         |                                                                             |
| 1982 | Billy Milano                                                                | Scavolini Pesaro                                                            | 2-0                                                                         |                                                                             |
| 1983 | Banco di Roma                                                               | Billy Milano                                                                | 2-1                                                                         |                                                                             |
| 1984 | Granarolo Bologna                                                           | Simac Milano                                                                | 2-1                                                                         |                                                                             |
| 1985 | Simac Milano                                                                | Scavolini Pesaro                                                            | 2-0                                                                         |                                                                             |
| 1986 | Simac Milano                                                                | Mobilgirgi Caserta                                                          | 2-1                                                                         |                                                                             |
| 1987 | Tracer Milano                                                               | Mobilgirgi Caserta                                                          | 3-0                                                                         |                                                                             |
| 1988 | Scavolini Pesaro                                                            | Tracer Milano                                                               | 3-1                                                                         |                                                                             |
| 1989 | Philips Milano                                                              | Enichem Livorno                                                             | 3-2                                                                         |                                                                             |
| 1990 | Scavolini Pesaro                                                            | Ranger Varese                                                               | 3-1                                                                         |                                                                             |
| 1991 | Phonola Caserta                                                             | Philips Milano                                                              | 3-2                                                                         |                                                                             |
| 1992 | Benetton Treviso                                                            | Scavolini Pesaro                                                            | 3-1                                                                         |                                                                             |
| 1993 | Buckler Bologna                                                             | Benetton Treviso                                                            | 3-0                                                                         |                                                                             |
| 1994 | Buckler Bologna                                                             | Scavolini Pesaro                                                            | 3-2                                                                         |                                                                             |
| 1995 | Buckler Bologna                                                             | Benetton Treviso                                                            | 3-0                                                                         |                                                                             |
| 1996 | Stefanel Milano                                                             | Teamsystem Bologna                                                          | 3-1                                                                         |                                                                             |
| 1997 | Benetton Treviso                                                            | Teamsystem Bologna                                                          | 3-2                                                                         |                                                                             |
| 1998 | Kinder Bologna                                                              | Teamsystem Bologna                                                          | 3-2                                                                         |                                                                             |
| 1999 | Pallacanestro Varese                                                        | Benetton Treviso                                                            | 3-0                                                                         |                                                                             |
| 2000 | Paf Bologna                                                                 | Benetton Treviso                                                            | 3-1                                                                         |                                                                             |
| 2001 | Kinder Bologna                                                              | Paf Bologna                                                                 | 3-0                                                                         |                                                                             |
| 2002 | Benetton Treviso                                                            | Skipper Bologna                                                             | 3-0                                                                         |                                                                             |
| 2003 | Benetton Treviso                                                            | Skipper Bologna                                                             | 3-1                                                                         |                                                                             |
| 2004 | Montepaschi Siena                                                           | Skipper Bologna                                                             | 3-0                                                                         |                                                                             |
| 2005 | Climamio Bologna                                                            | Armani Jeans Milano                                                         | 3-1                                                                         |                                                                             |
| 2006 | Benetton Treviso                                                            | Climamio Bologna                                                            | 3-1                                                                         |                                                                             |
| 2007 | Montepaschi Siena                                                           | VidiVici Bologna                                                            | 3-0                                                                         |                                                                             |
| 2008 | Montepaschi Siena                                                           | Lottomatica Roma                                                            | 4-1                                                                         |                                                                             |
| 2009 | Montepaschi Siena                                                           | Armani Jeans Milano                                                         | 4-0                                                                         |                                                                             |
| 2010 | Montepaschi Siena                                                           | Armani Jeans Milano                                                         | 4-0                                                                         |                                                                             |
| 2011 | Montepaschi Siena                                                           | Bennet Cantù                                                                | 4-1                                                                         |                                                                             |
| 2012 | Montepaschi Siena *                                                         | Armani Jeans Milano                                                         | 4-1                                                                         |                                                                             |
| 2013 | Montepaschi Siena *                                                         | Acea Roma                                                                   | 4-1                                                                         |                                                                             |
| 2014 | EA7-Emporio Armani Milano                                                   | Montepaschi Siena                                                           | 4-3                                                                         |                                                                             |
| 2015 | Banco di Sardegna Sassari                                                   | Grissin Bon Reggio Emilia                                                   | 4-3                                                                         |                                                                             |
| 2016 | EA7-Emporio Armani Milano                                                   | Grissin Bon Reggio Emilia                                                   | 4-2                                                                         |                                                                             |
| 2017 | Umana Reyer Venezia                                                         | Dolomiti Energia Trento                                                     | 4-2                                                                         |                                                                             |
| 2018 | EA7-Emporio Armani Milano                                                   | Dolomiti Energia Trento                                                     | 4-2                                                                         |                                                                             |
| 2019 | Umana Reyer Venezia                                                         | Banco di Sardegna Sassari                                                   | 4-3                                                                         |                                                                             |
| 2020 | competitie gestaakt en later definitief beëindigd vanwege de Coronapandemie | competitie gestaakt en later definitief beëindigd vanwege de Coronapandemie | competitie gestaakt en later definitief beëindigd vanwege de Coronapandemie | competitie gestaakt en later definitief beëindigd vanwege de Coronapandemie |
| 2021 | Segafredo Bologna                                                           | A❘X Armani Exchange Milano                                                  | 4-0                                                                         |                                                                             |
| 2022 | EA7-Emporio Armani Milano                                                   | Segafredo Bologna                                                           | 4-2                                                                         |                                                                             |
| 2023 | EA7-Emporio Armani Milano                                                   | Segafredo Bologna                                                           | 4-3                                                                         |                                                                             |
| 2024 | EA7-Emporio Armani Milano                                                   | Segafredo Bologna                                                           | 3-1                                                                         |                                                                             |
| 2025 | Segafredo Bologna                                                           | Germani Brescia                                                             | 3-0                                                                         |                                                                             |

- *opmerking: Naar aanleiding van het oordeel van het FIP Federale Hof met betrekking tot de sportieve rechtszaak tegen de clubleiding, over de beschuldiging van het ontvangen van gestolen goederen, criminele associatie voor belastingfraude en frauduleus bankroet, zijn de titels van het seizoen 2012/13 en 2013/14 ingetrokken.